# Stylops pacifica
Stylops pacifica är en insektsart som beskrevs av Richard Mitchell Bohart 1936. Stylops pacifica ingår i släktet Stylops och familjen stekelvridvingar. Inga underarter finns listade i Catalogue of Life.